# Billig
Billig ist ein Stadtteil von Euskirchen mit gut 500 Einwohnern und liegt im Süden der Stadt. Südwestlich schließt der Billiger Wald mit der höchsten Erhebung im Euskirchener Stadtgebiet an.

## Geschichte
Billig ist der einzige Stadtteil von Euskirchen, der aus der Antike stammt, und neben Zülpich der einzige im gesamten Kreis Euskirchen. Der Ortsname ist keltischen Ursprungs und leitet sich von Belgica ab. Zu Zeiten der Römer war Belgica vicus eine Straßensiedlung an einer Kreuzung des römischen Straßennetzes.

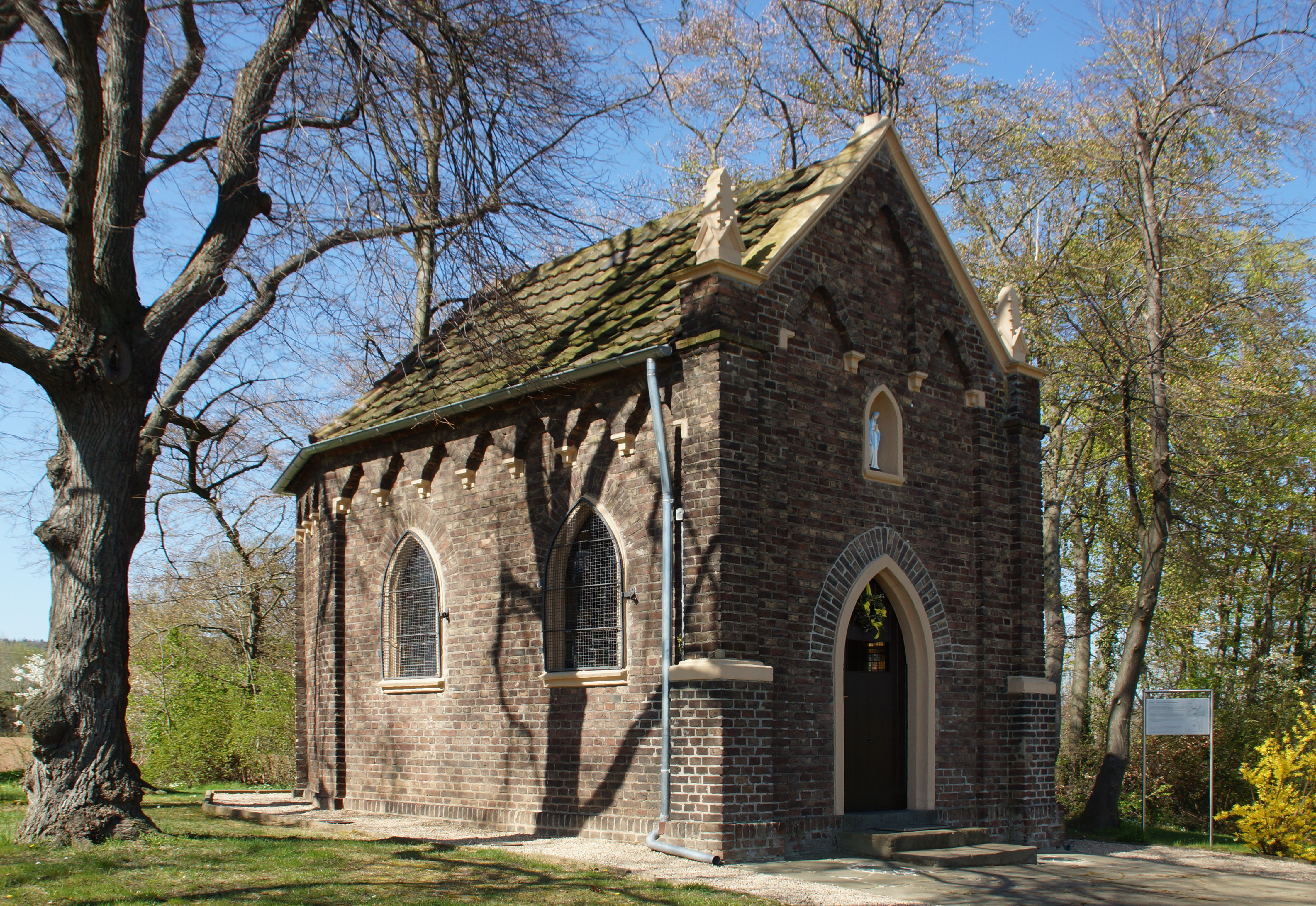
Die Marienkapelle in Billig

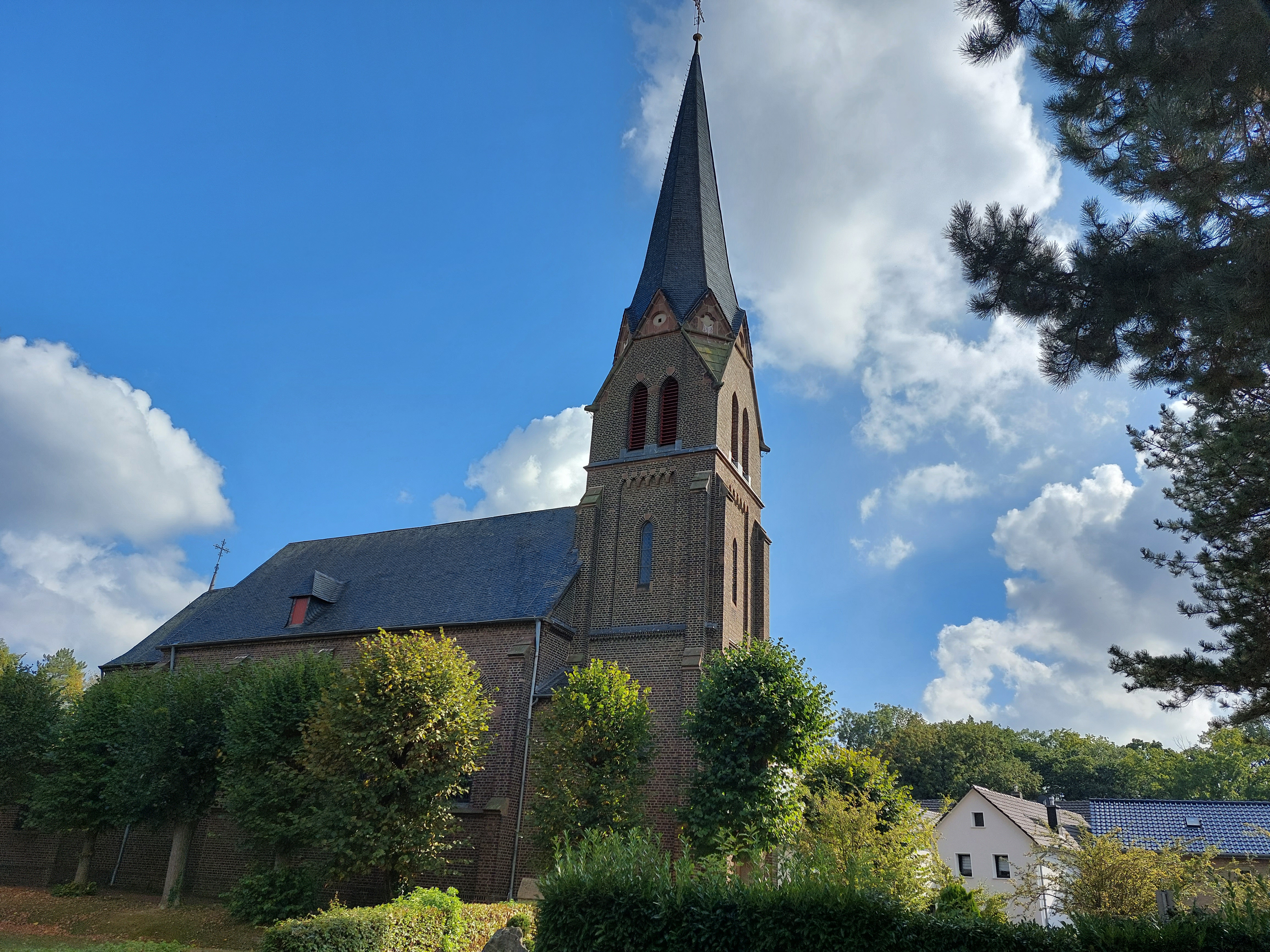
Die Cyriakuskirche in Billig

Erstmals wird im Jahr 1237 das Bestehen einer Kapelle in Billig erwähnt. Beim Abbruch der alten Kapelle wurde ein frühromanisches Würfelkapitell aus Kalkstein gefunden, was als Hinweis auf ein Vorgängergebäude gewertet wird.
Im Jahre 1759 wurde seitens des Gemeindevorstehers von Billig eine Klageschrift beim Stiftskapitel zu Münstereifel als Zehntherr eingereicht, die den erbarmungswürdigen Zustand die Billiger Kapelle darlegte. Das Stiftskapitel ließ daraufhin eine Instandsetzung durchführen.
Im Jahre 1895 wurde der Grundstein zum Neubau der heutigen Kirche gelegt. Durch das Erdbeben vom 14. März 1951 wurde das Deckengewölbe der Kirche stark in Mitleidenschaft gezogen.
Bis 1856 gehörte Billig zur Bürgermeisterei Euskirchen, danach kam es zur Bürgermeisterei Wachendorf und 1948 zum Amt Satzvey-Wachendorf-Enzen. Am 1. Juli 1969 wurde Billig nach Euskirchen eingemeindet.
Im Billiger Wald befindet sich eine Siedlung gleichen Namens, die 1949 von dort angesiedelten Bauernfamilien gegründet wurde. Heute leben und arbeiten dort noch immer Nachkommen der ursprünglichen Siedlerfamilien.
Am 31. Dezember 2017 hatte Billig 554 Einwohner.

## Straßennamen
Historisch verbürgte Straßennamen sind z. B.:
- Bunggasse (nach der Familie Bung benannt)
- Cyriakusstraße (benannt nach der Dorfkirche St. Cyriakus)[5]
- Mandtgasse (nach der Familie Mandt benannt)
- Ringelstraße (benannt nach der traditionellen Lagebezeichnung „Auf dem Ringel“)
- Römerkastellstraße (benannt nach dem Standort eines ehemaligen Römerkastells)
- Steinfrössel (benannt nach derselbigen Gewannenbezeichnung)
- Veynauer Weg (benannt nach der Burg Veynau)

## Militär
Im Billiger Wald befinden sich ein Standortübungsplatz und eine Standortschießanlage der Bundeswehr.
Teile des Waldes wurden 1949 bis 1950 von den dort angesiedelten fünf Bauernfamilien gerodet und urbar gemacht. 1949 entstanden die ersten Häuser, erbaut von der damaligen Siedlungsgesellschaft „Rheinisches Heim“. 1960 wurden die Siedlerstellen an die inzwischen ansässigen Familien verkauft. Heute heißt diese Siedlung Billiger Wald, in der die Nachkommen der damaligen Siedlerfamilien leben. Diese Siedlung wird aber nicht dem Ort Billig zugeordnet, sondern Euenheim. Außerdem wurde dort eine militärische Anlage (Nike-Stellung) errichtet, in der Atom-Sprengköpfe gelagert wurden. Im äußeren Ring dieser Anlage war das belgische Militär stationiert, im inneren das amerikanische. An einer anderen Stelle im Billiger Wald lagerte das belgische Militär Munition und unterhielt eine Radarstation. Anfang der 1980er Jahre gab das belgische Militär diese Liegenschaften auf. In der ehemaligen Raketenstation befinden sich keine Waffensysteme mehr. Das Gelände und die Gebäude werden von der Bundeswehr, dem THW und der Feuerwehr für Übungen genutzt.

## Verkehr
Die VRS-Buslinien 801 der RVK und 877 der SVE verbinden den Ort mit Euskirchen, Kreuzweingarten und Bad Münstereifel. Zusätzlich verkehren einzelne Fahrten der auf den Schülerverkehr ausgerichteten Linie 738.
| Linie | Betreiber | Verlauf |
| ----- | --------- | --- |
| 738   | SVE       | Schülerverkehr Euskirchen: Billig – Euenheim – Elsig – Wißkirchen                                                                                               |
| 801   | RVK       | Euskirchen Bf – Billig – Rheder – Kreuzweingarten – Kirspenich – Arloff Bf – Kalkar – Iversheim Bf – Bad Münstereifel Gewerbegeb./Ärzteh. – Bad Münstereifel Bf |
| 877   | SVE       | Euskirchen Bf – Billig – Rheder – Kreuzweingarten (– Bad Münstereifel Bf)                                                                                       |